# Sant Julià i Sant Germà de Lòria
Sant Julià i Sant Germà de Lòria és l'església parroquial de Sant Julià de Lòria declarada Bé d'interès cultural. D'origen romànic, conserva un campanar d'estil llombard. L'absis va ser modificat el segle xviii i la nau va ser enderrocada i reconstruïda el segle xx seguint l'estil de l'arquitectura de granit.

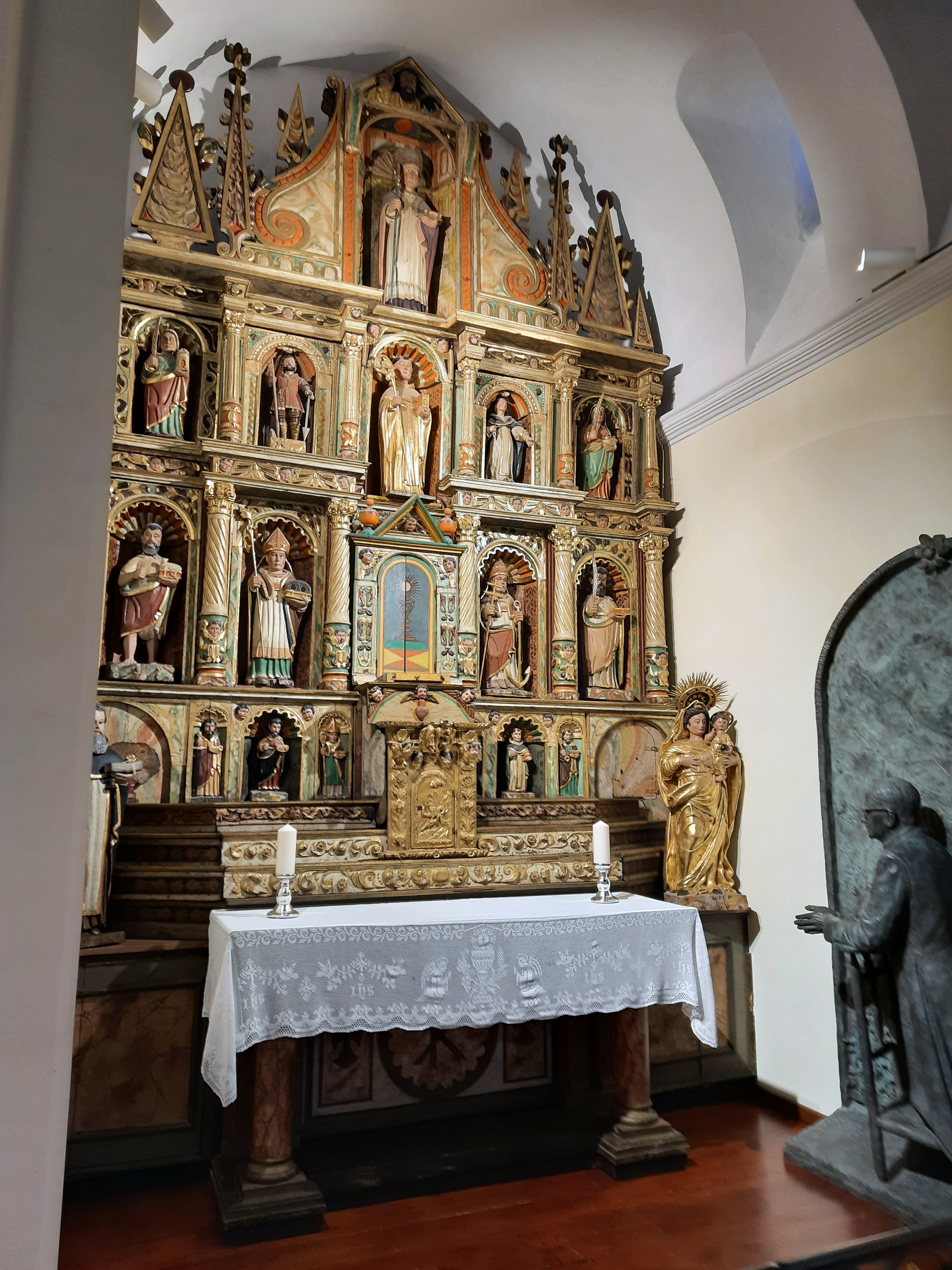
Retaule barroc de Sant Julià

El campanar és al nord de l'edifici. És de planta quadrada amb coberta a quatre vessants de lloses de llicorella. Els seus murs són de blocs de pedra de mides regulars units amb morter de calç. La torre és de tres pisos que sobresurten de la coberta, amb finestres geminades a cada pis i coronades per arcs de mig punt adovellats. Les finestres queden emmarcades a la part superior amb un fris de quatre arcuacions cegues. Les finestres del tercer pis van ser modificades per col·locar-hi les campanes.
El segle xviii es va modificar la nau i l'absis que va passar a ser quadrangular. El 1940 es va enderrocar la nau per aixecar-ne una nova de planta rectangular amb una façana d'arquitectura de granit. El 1974 es va ampliar la nau eliminant el comunidor i el cementiri. Es va canviar l'eix d'orientació de forma que l'absis d'època barroca queda als peus i l'absis actual és la façana de granit del 1940 decorat amb vitralls de colors.
A l'interior es conserven les talles romàniques de la Mare de Déu de Canòlic i de la Mare de Déu del Remei, una talla barroca del Crist de Gràcia i els retaules barrocs de Sant Julià i de la Immaculada. L'any 2012 s'hi va instal·lar una imatge de sant Josepmaria Escrivà de Balaguer, obra de l'escultora Rebeca Muñoz, en postura de resar davant l'antic retaule de l'església parroquial de Sant Julià. Això recorda que l'any 1937 va ser aquesta la primera església d'Andorra que va visitar el sant en el seu camí a través dels Pirineus cap al Principat d'Andorra, fugint de la persecució religiosa que hi havia a Madrid durant la Guerra Civil.